# حي الازدهار (الرياض)
حي الازدهار هو أحد أحياء الرياض التابعة لبلدية العليا، ويحده من الشمال الطريق الدائري الشمالي (مخرج 7) ومن الشرق الطريق الدائري الشرقي (مخرج 9) ومن الجنوب طريق الإمام سعود بن عبد العزيز بن محمد ومن الغرب طريق عثمان بن عفان
يجاوره من الشمال حي الفلاح ومن الشمال الشرقي حي قرطبة ومن الشرق حي غرناطة ومن الجنوب الشرقي حي الحمراء ومن الجنوب حي المغرزات ومن الجنوب الغربي حي النزهة ومن الغرب حي التعاون ومن الشمال الغربي حي الوادي

## ويتخلله شوارع رئيسية هي
- شارع مسلمة الانصاري
- شارع الحسين بن علي
- شارع العباس بن عبد المطلب
- شارع تبوك

## ومن مساجد الحي
- مسجد الامير فهد
- مسجد الابرار
- مسجد أنس بن مالك
- مسجد المعمر
- مجمع الدكتور مانع الجهني
- مسجد والدة الامير بدر بن عبدالله
- مسجد النور

## الحياة التجارية أخذت بالتقدم حيث يتوفر في الحي
- الخليجة سنتر
- بنده
- المحال التجارية في شارع تبوك، طريق الامام سعود، طريق عثمان بن عفان

## ومن الاماكن الترفيهية في الحي
- ساحة البلدية بحي الازدهار
- حديقة الازدهار الأولى
- الممشى

## الفنادق والشقق في الحي
- فندق هولدي إن
- يوجد أكثر من عدة مجمعات للشقق المفروشة في أماكن متفرقة من الحي: طريق الامام سعود، شارع مسلمة الانصاري وغيره.[1]

## المدارس في حي الازدهار
1- مدرسة الحكم بن هشام الابتدائية للبنين
2- مدرسة الأمين المتوسطة للبنين
3- مدرسة 225 الابتدائية للبنات
4- مدرسة 205 المتوسطة للبنات
5- مدرسة 104 الثانوية للبنات
6- مدرسة 129 المتوسطة للبنات
7- مدارس الرواد الاهلية
8- مدارس منارات الرياض الاهلية
9- مدرسة الفرسان الثانوية للبنين 
10- ثانوية الفهد للبنين